# Teresina
Teresina là thành phố thủ phủ bang Piauí, một bang nằm ở đông bắc Brasil.
Đây là thủ phủ và là thành phố lớn nhất bang Piauí và là thủ phủ nội địa duy nhất ở khu vực đông bắc của Brasil. Các phần trung tâm của thành phố nằm giữa các sông Parnaíba và Poti, do đó thành phố đôi khi được gọi là "Lưỡng Hà đông bắc." Trong phần phía bắc của thành phố, hai con sông cùng chảy và tiếp tục hướng tới Đại Tây Dương. Có một công viên môi trường tại các ngã ba sông. Qua sông Parnaíba bên kia thủ phủ là thành phố nhỏ của Timon, là một phần của tiểu bang Maranhao. Thành phố Teresina có dân số hơn 752.000 người, phân bố trên một diện tích 1.680 km2 (650 mi2). Khu vực đô thị của nó có khoảng 996.000 cư dân. Các khu vực xung quanh được gọi là Chapada do Corisco. Thành phố ban đầu được đặt tên là Vila Nova làm Poti, theo tên sông Poti, và sau này được đổi tên thành Teresina theo tên nữ hoàng Theresa Cristina, vợ của Dom Pedro II. Thành phố là thủ đô của bang kể từ năm 1852, khi nó được thành lập bởi các thống đốc của tỉnh, José Saraiva, chuyển trụ sở hành chính của tỉnh Piauí từ thành phố Oeiras. Teresina là thành phố quy hoạch ở Brazil (sớm hơn so với thủ đô có quy hoạch Brasília, thành lập năm 1960, và Belo Horizonte, thủ phủ của bang Minas Gerais, thành lập năm 1897); thiết kế của nó như một bàn cờ.